# 今日の風土記
『今日の風土記』（こんにちのふどき）は、日本の小説家松本清張と、國學院大學教授の樋口清之が共同執筆した日本の史跡の案内書である。1966年（昭和41年）から1969年（昭和44年）にかけて全6冊が光文社から出版された。

## 概要
1960年代半ば、松本清張は、巷に溢れている旅行ガイドブックが単なる手引書に終わり、書かれている事柄も単なるアカデミズムに終始し、読者の興味を惹きにくい内容であることを憂慮、その土地を簡単に眺めただけで立ち去ってしまう旅行者を引き止められるような、また読むだけでも面白い手引き書を書こうと考えた。執筆にあたって、史跡についての情報にこれまでの通説にとらわれない新しい解釈を求め、國學院教授の樋口清之の協力を乞い、考古学、歴史学、民族学、地理学、文学、美術等の見地から多角的に検討することにした。松本は史跡を辿る旅を京都から始め、奈良、東京、鎌倉を経て南紀へ到達して旅を締め括る。松本と樋口はこの旅行の成果を原稿に起こし、6冊の書籍にまとめ、『今日の風土記』と名付けて1966年から1969年にかけて、光文社の歴史部門の新書シリーズであるカッパ・ビブリア（BIBLIA）として出版。本書の口絵写真は浅野喜市、本文のイラストは昆野勝が担当し、巻末にはB4判の地図が付されていた。日本各地の史跡について、通説にとらわれず、日本の歴史の新しい視点での解釈を試みた『今日の風土記』は、旅行案内書としてだけでなく、歴史随筆としても読者の興味を惹く内容として各界から高い評価を受けた。

## 記事名一覧
単行本毎に配列。表記はカッパ・ビブリア版に拠る。

### 京都の旅（第1集）
- 東山
  - 祇園－「忠臣蔵」のフィクションで大繁盛
  - 方広寺大仏－秀吉と家康の知恵くらべ
  - 耳塚－日本人も昔は首狩り族だった
  - 三十三間堂－運慶プロダクションの千一体仏
  - 鳥辺野－京の民の死体捨て場
  - 銀閣寺（慈照寺）－恐妻家の将軍が逃げこんだ
  - インクライン－古くて新しい京都の象徴
- 洛中
  - 御所－意外にみじめな宮廷生活
  - 二条城－都のどまんなかにある天皇監視所
  - 金閣寺（鹿苑寺）－焼けてみてわかった金ピカの正体
  - 大徳寺－現代経営学も顔負けする
  - 大仙院－俗人も気楽にはいっていける禅寺
  - 先斗町と高瀬川－ポルトガル語の名の花街
  - 本願寺－女の髪でつながれた信徒の大センター
  - 島原－文化財に指定されているお女郎屋
- 西山
  - 桂離宮－河原者の作った日本一のお庭
  - 苔寺（西芳寺）－苔とは関係のない西の浄土
  - 天竜寺－鯉が天にのぼって竜になる
  - 落柿舎－引っ越しばかりしていた「俳諧」のメッカ
  - 化野念仏寺－「野の仏」の大コレクション
  - 嵯峨野の池－大宮びとの風流が生んだ
  - 神護寺－文覚上人すわりこみで復興した
  - 竜安寺－何が何やらサッパリわからぬ天下の名園
  - 広隆寺－平安遷都で活躍した大陸人の氏寺
- 洛北
  - 上賀茂神社－ご神体がいらっしゃらない社殿
  - 光悦寺－万能芸術家の夢の跡
  - 詩仙堂－スパイ容疑者石川丈山のすまい
  - 比叡山－秀吉も家康もごきげんをとった僧兵
  - 八瀬・大原の里－大原女とお風呂の元祖
  - 寂光院－都の近くにあらわれた極楽浄土
- 洛南
  - 伏見稲荷神社－願いごと万事OK
  - 万福寺－日本のなかの中国
  - 宇治橋－坊さんがつくった古代の産業道路
  - 平等院－末世思想の極楽浄土
  - 石山寺－京都政略の拠点であった月の名所
  - 木津川－日本の歴史とともに流れてきた
  - 石清水八幡宮－お伊勢さんに皇大神宮のお株をとられた
  - 淀城－お妾さんがお城の殿さま
  - 一休寺－一休さんでもつお寺
  - 浄瑠璃寺－庶民の救いをかなえる九体の阿弥陀さま

### 京都の旅（第2集）
- 洛東
  - 南禅寺－名物は石川ゴエモンと湯どうふ
  - 三条河原－天皇からも将軍からもお金をせしめた新撰組
  - 平安神宮－平安京のパレスをこの世に再現した
  - 鴨川（上）－男装の麗人がお芝居の元祖
  - 鴨川（下）－日本人の味覚のふるさと京の料理
  - 東福寺－重要文化財は日本最古のおトイレ
  - 泉涌寺－絶世の美女・楊貴妃の面影を伝える
  - 瀬田の唐橋－橋板をはずして都をまもった
  - 東山－京の人びとの心をやわらげた
- 洛北
  - 三千院－伸びたり縮んだり 日本人の身長の変遷
  - 修学院離宮－三十一歳で隠居所をつくられた天子さま
  - 京都国際会館－国際会議場・観光都市のニューフェース
  - 下鴨神社－水の神さまが裁判の神さまを兼任した
  - 北野天満宮－退職金も出なかった可哀そうなお役人
  - 吉田山－全日本の神さまを総動員した神主
- 洛南
  - 伏見－城下町の武士あいてに大繁盛の酒どころ
  - 醍醐寺－豊臣秀吉が最後の花を咲かせた
  - 日野法界寺－母乳をさずける男の薬師さま
  - 勧修寺－皇族の“次男三男”の収容施設
  - 大石神社－義士・内蔵助に恩返しした浪曲家
  - 東寺－ご本尊の仏さまより人気者の弘法大師
  - 蟹満寺－白鳳仏と蟹の伝説で名高い
  - 岩船寺－お風呂と信仰の関係が伝わる
  - 信楽－帰化人がはじめた焼きものの町
- 洛西
  - 双ヶ丘－隠者・兼好法師ゆかりの名勝
  - 仁和寺－天皇の権威転落の舞台
  - 妙心寺退蔵院－中世の名園か 昭和の名園か
  - 大覚寺－アメリカにも分校をもつ華道教授所
  - 清涼寺（釈迦堂）－内臓もヘソの緒もあるお釈迦さまのお腹
  - 野宮神社－うら若い皇族女性悲劇のお社
  - 嵐山－昔も今もデートの名所

### 奈良の旅
- 奈良
  - 春日大社－藤原鎌足のご威光で栄えた石に宿る神さま
  - 地獄谷の石仏－仏の浄土をあこがれた庶民の死体の捨てどころ
  - 十輪院－石の仏なら釈迦も阿弥陀もなんでもございます
  - 東大寺大仏－立つに立てない世界一の銅像
  - 興福寺－焼かれても、焼かれても起きあがった僧兵団
  - 佐保路－日本最古の病院と図書館があった
  - 法華寺－最高の美女・光明皇后ゆかりのお風呂
  - 平城京址－地下に埋まっていた人間の欲情の記録
  - 薬師寺－お釈迦さまの足の裏をおがんだ
  - 唐招提寺－よくぞ残した「天平のいらか」
- 西大和路
  - 霊山寺－善男善女あいての温泉経営がうまい
  - 生駒山と信貴山－「性の悩み」に霊験あらたかな聖天さん
  - 達磨寺－聖徳太子がインド人の達磨大師に出会った
  - 郡山城－お地藏も石垣の中に寝てござる
  - 法隆寺－風の神さまがまもった世界最古の木造建築
  - 二上山－古代人の生活用品大メーカーの工場
  - 当麻寺―蓮の糸でマンダラを織ったお姫さま
  - 大和の古い家－武士をにらみかえした町人の夢の跡
- 東大和路
  - 石上神宮－この世に現われたまぼろしの宝物庫
  - 山ノ辺の道－古代の人びとが往来した大和のハイウエー
  - 長岳寺－古墳群にかこまれた弘法大師の寺
  - 穴師－天皇が勧進元になった相撲の発祥地
  - 三輪－神話時代の政治文化のセンター
  - 垣内集落－拍子木のあいずで昼寝をはじめる村の衆
  - 多武峰－けんかにゃ弱いがお金には強かった
  - 長谷寺－岩の上にデンとかまえた観音さまの大親分
  - 室生寺－ヨーロッパ旅行をしてきた山奥の仏さま
- 飛鳥・吉野
  - 大和三山－ラクダもいた日本最初の大都市
  - 飛鳥の里－帰化人の頭脳を活用した蘇我氏の本拠
  - 飛鳥坐神社－わいせつ罪も通用しない子孫繁栄の祭り
  - 壺坂寺と高取城－お里沢市のおかげでできた盲人の天国
  - 吉野山－桜の木を植えると免税になった土地
  - 吉野の宮滝－女帝が亡き夫をしのんだ万葉のふるさと
  - 大台ヶ原の麓－南北朝いらい京都にたて突いた山中の人びと

### 東京の旅
- 都心
  - 丸の内－政府をあいてに財閥の大バクチ
  - 江戸城－将軍さまお寝間のキンセイ報告
  - 銀座－お上りさんが新聞社を拝んだ街
  - 東銀座－人口は九割土地は一割
  - 芝増上寺－夫の写真を抱いて骨になっている和宮
  - 赤坂－政党政治のおかげでノシあがった花柳界
  - 四谷左門町－“お岩さま”は貞女だった
  - 泉岳寺－新政府も人気取りに利用した
  - 品川－○さん□さんで繁盛した遊郭
  - 鈴ケ森－一日に一人ずつ市民を処刑した
  - 目黒－幕末に活躍した暗殺者のアジト
  - 渋谷－大どろぼうの名をありがたく頂戴
  - 明治神宮－スポーツの神さまにしたい国民の願い
  - 新宿－馬糞宿に咲いたネオンの花
- 台地
  - 湯島－今も昔も試験地獄
  - 神田明神－江戸城内をまかり通った天下祭り
  - 東京大学－嵐にゆらぐ官学の大本山
  - 後楽園－社用族の草分けは副将軍光圀
  - 音羽と池袋－暴力バーを奨励した門前町
  - 上野－洋式競馬第一号の池畔馬場
  - 川越－藷を売りこんで江戸の富と文化を買った
- 隅田川
  - 浅草－ご本尊があってもなくても大にぎわい
  - 吉原－お客には極楽遊女には地獄
  - 向島－吉原通いの口実に使われた
  - 人形町－しがねえ恋の情が仇になった
  - 深川－俳聖が表看板の忍者か－芭蕉
  - 築地－女の肉体で外人を釣った政府の誤算
  - 世田谷－井伊大老の暗殺を目撃した百姓
  - 深大寺－舶来のオソバでみんな舌つづみ
  - 大国魂神社－神聖な暗闇で性の開放祭り
  - 井の頭－鶴のひと声で上水源に決まった
  - 国分寺跡－武蔵野に花ひらく天平文化
  - 多摩川－朝鮮人が開拓した東京の古墳時代

### 鎌倉の旅
- 鎌倉
  - 鶴岡八幡宮－尼将軍政子の“告白的女性論”
  - 銭洗弁天－サイフのゼニが十倍になるという
  - 駆けこみ寺（東慶寺）－夫婦別れの調停でいそがしいお坊さん
  - 瑞泉寺－花と精進料理で千客万来
  - やぐら－洞窟のなかに夢の極楽浄土
  - 辻説法跡（大町、小町）－街頭演説で善男善女を救った日蓮
  - 由比ケ浜－外国かぶれがたたった坊ちゃん将軍
  - 建長寺と円覚寺（鎌倉五山）－鎌倉武士にカツを入れた
  - 覚園寺－中世美術の宝庫 仏さまの大集団
  - 鎌倉アルプス（切通し、井戸）－ヨロイが重くて登れなかった
  - 大仏－津波で家を流された美男のみほとけ
  - 長谷観音－海を漂流してきた観音さま
  - 七里ヶ浜－頼朝も目をつけた砂鉄の大産地
  - 江ノ島－女陰の威力で敵を参らせた文覚上人
  - 江ノ島神社－ご利益もありがたい肉体美の弁天さま
  - 稲村ヶ崎－六百年後にバレた新田義貞の大虐殺
  - 和賀江ノ島－中国船の出入りでにぎわった貿易港
  - 幕府の跡（頼朝と政子の墓）－新肥料の人糞で百四十年たもった
  - 段葛－町づくりの中心は八幡さまの参道
  - 遊行寺－敵も味方も供養した博愛主義のお坊さん
- 箱根
  - 箱根の関所跡－相撲見物がお役人のリクリエーション
  - 箱根温泉－太閤さまもひと風呂あびた
  - 早雲寺－枯山水のお庭もある戦国時代のトリデ
  - 小田原－人気役者を使って薬を宣伝した中国人
  - 箱根山（箱根神社）－神々も宿った天下の険
- 伊豆
  - 熱海と伊豆山－頼朝と政子が結ばれた男女和合の温泉
  - 伊東－太平洋横断第一号の船をこしらえた
  - 韮山江川邸（反射炉）－水戸藩主のご注文でパンを焼いたお代官
  - 天城山（修善寺、湯ケ島、浄蓮滝）－江戸城暖房用の木炭の産地
  - 下田（玉泉寺と了仙寺）－牛乳屋の恩人唐人お吉
  - 伊豆大島－アンコの殺し文句でまた行きたくなる

### 南紀の旅
- 伊勢・志摩
  - 伊勢神宮－すべてに古代が生きている
  - 伊勢市－何回も一人前の「おとこ」にしてくれた
  - 二見が浦－実は男女の象徴を物語る「夫婦岩」
  - 朝熊山－木曽の御嶽から加賀の白山まで見える
  - 鳥羽－むかしは海賊今は観光の拠点
  - 的矢湾付近－遊女「はしりがね」で有名な渡鹿野島
  - 英虞湾－世界中の女性の首をしめた真珠
  - 和具－その数日本一の海女と黒潮に浜木綿の咲く
  - 新宮－平家をほろぼした熊野水軍の根拠地
  - 熊野速玉大社－原始文化の遺物や海賊の略奪品がどっさり
  - 瀞峡－プロペラを船につけるアイデアが大当たり
  - 熊野本宮－六千億円の金を動かした大金融教団
  - 湯の峰温泉－歌舞伎の恋の物語歴史は古い素朴の湯
  - 勝浦温泉－新婚旅行地ナンバーワンの秘密
  - 補陀落山寺－昔から自殺と伝説の名所
  - 那智の滝－古代人が“神の出現”を信じた日本一の大滝
  - 那智大社と青岸渡寺－寺と神社と仲よく“平和共存”
  - 串本と潮岬－八丈島と同じ緯度南国ムードあふれる
  - 無量寺－南紀第一の見もの長沢芦雪の水墨画
  - 白浜温泉－海上からの眺めが最高に美しい
  - 道成寺－奈良も顔負けのすぐれた仏像群
- 紀北
  - 和歌山－「紀三井寺」「和歌浦」に「雀ずし」
  - 有田－ミカンは不老長寿の霊薬だった
  - 淡嶋神社－庶民のシモの願いを受け入れてくださる
  - 根来寺－鉄砲製造で名をとどろかした
  - 粉河寺－近江八景を模して石だけで作られた庭園
  - 華岡青洲の墓－江戸時代、海外に知られた世界的医学者
  - 紀の川－万葉歌人に歌われた母なる川、命の川
  - 高野山－非凡なる経営手腕をみせた空海
  - 高野山奥の院－古陶磁でうずまる「奥の院」の地下
- 北伊勢・伊賀
  - 千本松原－薩摩隼人うらみの跡
  - 桑名－三日三晩、山車と囃子町をあげての「石取祭」
  - 四日市－家康に恩をうけた日本一の石油コンビナート
  - 津－伊勢は津でもたなくなった
  - 松阪－三井財閥と本居宣長を生んだ「松阪木綿」
  - 伊賀上野－芭蕉は忍者であったのか？
  - 伊賀盆地－渓谷と滝の秘境忍者のふるさと

## 出版記録
特記あるもの以外は絶版
- 『京都の旅』第1集　1966年　光文社　（カッパ・ビブリア）
- 『京都の旅』第1集　1985年　光文社　（文庫）
- 『京都の旅』第1集　1995年　光文社　（名著復刻カッパ・ブックス）
- 『奈良の旅』　1966年　光文社　（カッパ・ビブリア）
- 『奈良の旅』　1984年　光文社　（文庫）
- 『東京の旅』　1966年　光文社　（カッパ・ビブリア）
- 『東京の旅』　1985年　光文社　（文庫）
- 『京都の旅』第2集　1967年　光文社　（カッパ・ビブリア）
- 『京都の旅』第2集　1984年　光文社　（文庫）
- 『京都の旅』第2集　1995年　光文社　（名著復刻カッパ・ブックス）刊行中
- 『鎌倉の旅』　1967年　光文社　（カッパ・ビブリア）
- 『鎌倉の旅』　1985年　光文社　（文庫）
- 『南紀の旅』　1969年　光文社　（カッパ・ビブリア）